# Oreochromis macrochir
Espèce
Statut de conservation UICN

 VU  : Vulnérable
Synonymes
- Tilapia macrochir Boulenger, 1912
- Loruwiala macrochir (Boulenger, 1912)
- Oreochromis macrochir macrochir (Boulenger, 1912)
- Sarotherodon macrochir (Boulenger, 1912)
- Oreochromis microchir (Boulenger, 1912)
- Sarotherodon macrochirus (Boulenger, 1912)
- Tilapia macrocheir Boulenger, 1912
- Chromys chapmani Castelnau, 1861
- Chromys chapmannii Castelnau, 1861
- Chromys sparmanni Castelnau, 1861
- Tilapia intermedia Gilchrist & Thompson, 1917
- Tilapia sheshekensis Gilchrist & Thompson, 1917
- Tilapia alleni Fowler, 1931
- Tilapia galilaea (non Linnaeus, 1758)
- Tilapia nilotica (non Linnaeus, 1758)
- Tilapia andersonii (non Castelnau, 1861)
- Tilapia squamipinnis (non Günther, 1864)
- Tilapia natalensis (non Weber, 1897)
- Tilapia kafuensis (non Boulenger, 1912)[1]

Oreochromis macrochir est une espèce de poisson de la famille des cichlidae et de l'ordre des Cichliformes. Cette espèce est endémique de l'Afrique. Il fait partie des nombreuses espèces regroupées sous le nom de Tilapia.

## Répartition géographique
Cette espèce est endémique de l'Afrique. Cette espèce se rencontre dans la rivière Kafue, rivière du haut-Zambèze, système hydrologique et fleuve congo. L'espèce a également été introduite ailleurs en Afrique et dans les îles hawaïennes, dans la région de l'Okavango et Lac Ngami, dans le bassin de Cunene en Angola et la région de la rivière Chambezi et le Lac Bangwelo.